# Anna Bałchan
Anna Bałchan SMI (ur. 24 listopada 1965) – polska siostra zakonna w Zgromadzeniu Sióstr Maryi Niepokalanej, działaczka społeczna

## Życiorys
Anna Bałchan urodziła się 24 listopada 1965 roku. Z zawodu jest mechanikiem obróbki skrawaniem. Po szkole średniej wstąpiła do zakonu, ukończyła studia filozoficzno-teologiczne na Katolickim Uniwersytecie Lubelskim. Pracowała m.in. jako katechetka oraz w katowickim Stowarzyszeniu Pomocy Dzieciom i Młodzieży „Dom Aniołów Stróżów”. W pracy ewangelizacyjnej wykorzystuje zdolności muzyczne, m.in. śpiewając i grając na gitarze. Od 1999 zajmuje się pomocą osobom uwikłanym w prostytucję. W 2001 została jednym z założycieli i prezesem Stowarzyszenia im. Marii Niepokalanej na Rzecz Pomocy Dziewczętom i Kobietom w Katowicach, od 2010 działającego pod nazwą Stowarzyszenie Po MOC dla Kobiet i Dzieci im. Marii Niepokalanej, którego celem jest pomoc kobietom i ich dzieciom zagrożonym lub dotkniętych przemocą seksualną, fizyczną i psychiczną, ofiarom handlu kobietami, ofiarom przymuszonej prostytucji oraz ich rodzinom.
Za swoją działalność otrzymała w 2008 Nagrodę Totus oraz Nagrodę im. księdza Józefa Tischnera, a w 2015 Nagrodę im. bł. ks. Emila Szramka. W 2013 roku miasto Katowice uhonorowało s. Bałchan Nagrodą im. Józefa Kocurka za działalność społeczną.